# Spokane
Spokane (engelskt uttal: [ˌspoʊˈkæn] lyssna (fil)) är en stad (city) i Spokane County i delstaten Washington i USA. Staden hade 228 989 invånare, på en yta av 179,99 km² (2020). Spokane är administrativ huvudort (county seat) i Spokane County. Staden ligger i delstatens östra delar, cirka 30 kilometer väster om gränsen till Idaho och cirka 370 kilometer öster om Seattle.
Världsutställningen 1974 – Expo '74 – ägde rum i Spokane.

## Kända personer från Spokane
- David Eddings, fantasyförfattare
- Sherman Alexie, spokaneindiansk författare
- James R. Holton, meteorolog
- Tyler Johnson, ishockeyspelare